# منتدى استعادة الديمقراطية
منتدى استعادة الديمقراطية كان حزباً سياسياً وحركة مناهضة لنظام الحزب الواحد في كينيا. تأسس في أغسطس 1991 من قبل جاراموجي أوجينجا أودينجا وآخرين. ومع ذلك، فقد انقسم الحزب قبل الانتخابات العامة عام 1992، وهي أول انتخابات متعددة الأحزاب أجريت في كينيا.
انقسم الحزب الأصلي إلى ثلاثة أحزاب سياسية:
- منتدى استعادة الديمقراطية - أسيلي
- منتدى استعادة الديمقراطية الشعبية
- منتدى استعادة الديمقراطية - كينيا